# Même si
Même si ist ein Lied von Marc Lavoine aus dem Jahr 1987.

## Inhalt
Es wurde von Fabrice Aboulker geschrieben und produziert. Die Single erreichte Platz 14 in den französischen Charts.

## Chartplatzierungen
| ChartsChartplatzierungen | Höchstplatzierung | Wochen |
| ------------------------ | ----------------- | ------ |
| Frankreich (SNEP)        | 14 (16 Wo.)       | 16     |